# Larry Tesler
Lawrence Gordon Tesler (Nova Iorque, 24 de abril de 1945 - Portola Valley, 16 de fevereiro de 2020) foi um cientista da computação estadunidense que trabalhou no campo da interação homem-computador. Tesler foi funcionário do Xerox PARC, Apple Computer, Amazon.com e Yahoo! Tesler notabilizou-se pela invenção dos recursos "Copiar, Cortar e Colar" e "Buscar/Substituir".

## História
Tesler estudou ciência da computação na Stanford University durante os anos 1960 e trabalhou no Stanford Artificial Intelligence Laboratory daquela instituição. Entre 1973 e 1980, esteve no Xerox PARC, onde, entre outras coisas, participou do desenvolvimento do editor de texto Gypsy e da linguagem de programação Smalltalk.
Em 1980, Tesler transferiu-se para a Apple Computer, onde deteve vários cargos, entre eles o de Vice-Presidente da AppleNet, Vice-Presidente do Grupo de Tecnologia Avançada e Chief Scientist. Esteve na equipe de desenvolvimento do Lisa e foi um dos que incentivaram a criação do Macintosh, sucessor do Lisa.
Em 1985, Tesler trabalhou com Niklaus Wirth para acrescentar extensões de linguagem orientada a objetos no Pascal, chamando a nova linguagem de Object Pascal. Também teve participação preponderante no desenvolvimento da MacApp, uma das primeiras bibliotecas de classes para desenvolvimento de aplicativos. Eventualmente, ambas as tecnologias tornaram-se produtos comercializados pela Apple.
A partir de 1990, Tesler liderou a equipe de desenvolvimento do Apple Newton, inicialmente como Vice-Presidente do Grupo de Desenvolvimento Avançado e posteriormente como Vice-Presidente da divisão de Eletrônica Pessoal Interativa.
Em setembro de 1991, redigiu o artigo "Networked Computing in the 1990s" para uma edição especial da revista Scientific American (Scientific American Special Issue on Communications, Computers, and Networks).
Tesler deixou a Apple em 1997 para co-fundar a Stagecast Software, a qual permitiu-lhe aplicar seu entusiasmo na programação e uso de computadores por crianças, algo que ele havia adquirido na época do Xerox PARC, onde havia trabalhado no Learning Research Group de Alan Kay.
Tesler entrou para a Amazon.com em 2001; em 2004, tornou-se Vice-Presidente da área comercial. Em 2005, foi trabalhar no Yahoo! como Vice-Presidente do Yahoo!'s User Experience and Design Group.
Tesler fez parte da diretoria da Gorilla Foundation.

## Morte
Tesler morreu no dia 16 de fevereiro de 2020, aos 74 anos.